# Heliga Jungfrukatedralen
Heliga Jungfrukatedralen (engelska: Holy Virgin Cathedral; ryska: Радосте-Скорбященский собор) är en rysk-ortodox katedral belägen i satden San Francisco i Richmond distrikt, i delstaten Kalifornien i västra USA.
Katedralen är helgad åt Jungfru Maria och tillhör San Franciscos och västra Amerikas stift i Rysk-ortodoxa kyrkan utanför Ryssland. Den är även den största av de sex rysk-ortodoxa katedralerna utanför Ryssland.

## Historik
Heliga Jungfrukatedralen började byggas den 25 juni 1961, slutfördes 1956 och invigdes den 31 januari 1977. Katedralen grundades av den helgonförklarade Sankt John av Shanghai och San Francisco som också är begravd inne i byggnaden.

## Katedralen
- Katedralens exteriör designades av Oleg N. Ivanitskyj.

- Katedralen har fem lökkupoler som är täckta med 24 karat guldblad som har var sitt ortodoxa kors. Mosaikerna på fasaden tillverkades av Alfonso Pardiñas. Ovanför ingången finns ett stort ortodoxt kors och en mosaik.

- Inne i katedralen finns bland annat flera målningar som till exempel föreställer Jungfru Maria med Jesusbarnet, Jesus Kristus, Jesu födelse, Jesu korsfästelse, Den Helige Ande och Johannes döparen, en stor ikonostas som har tre stycken ortodoxa kors, två stora glasmålningar som har var sitt ortodoxa kors, tre stora taklampor och en krucifixbild. Utanför ikonostasen finns fyra större ikoner där två av ikonerna föreställer Jungfru Maria och Jesusbarnet. Vid altaret finns ett krucifix och en mosaik föreställande Jesus med de tolv apostlarna. Till höger i kyrkorummet finns relikerna av katedralens grundare Sankt John av Shanghai och San Francisco. Interiören har två läktare och till höger om ingången finns en liten affär.[1]

## Bilder

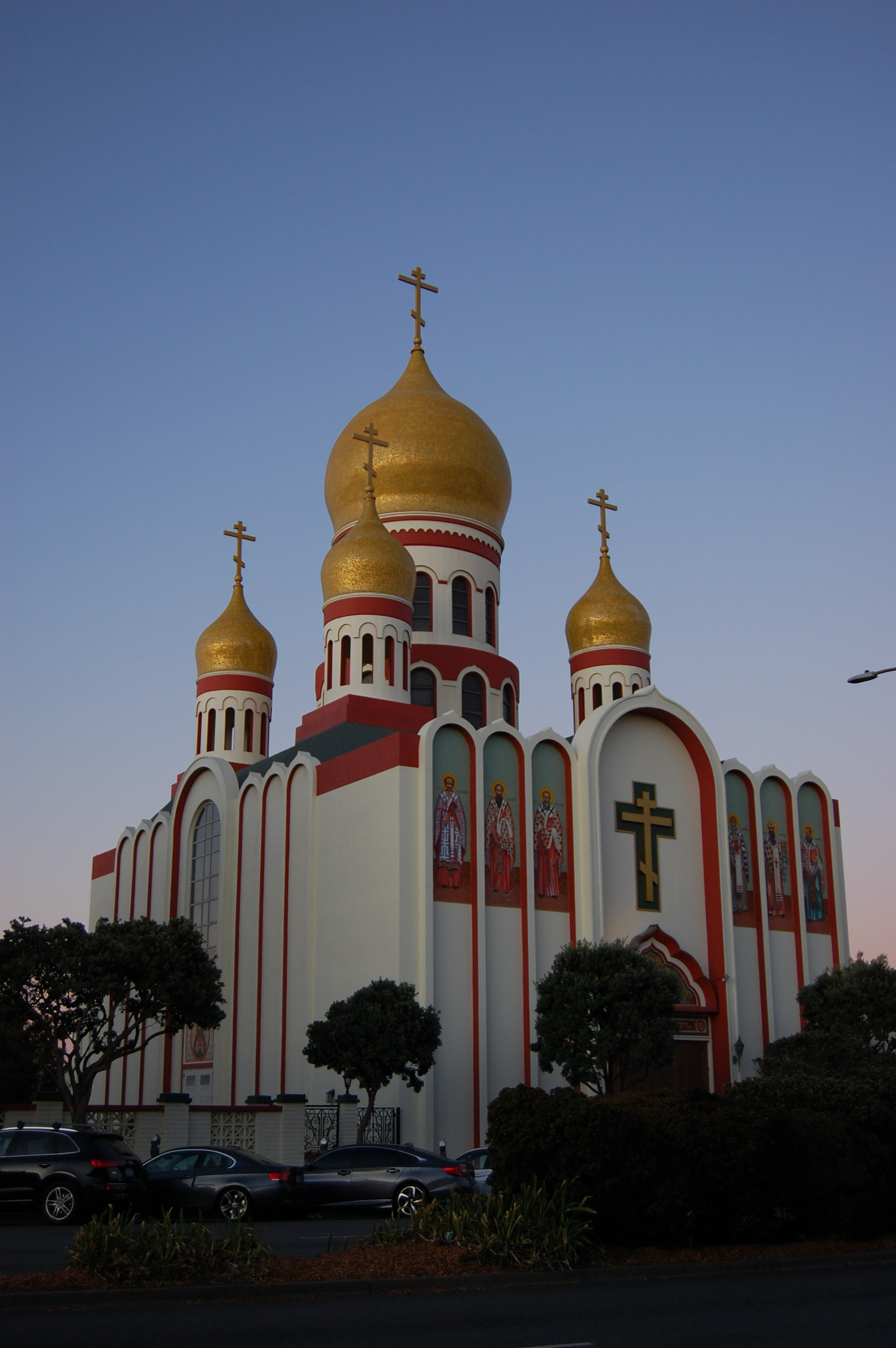
Katedralen från sidan
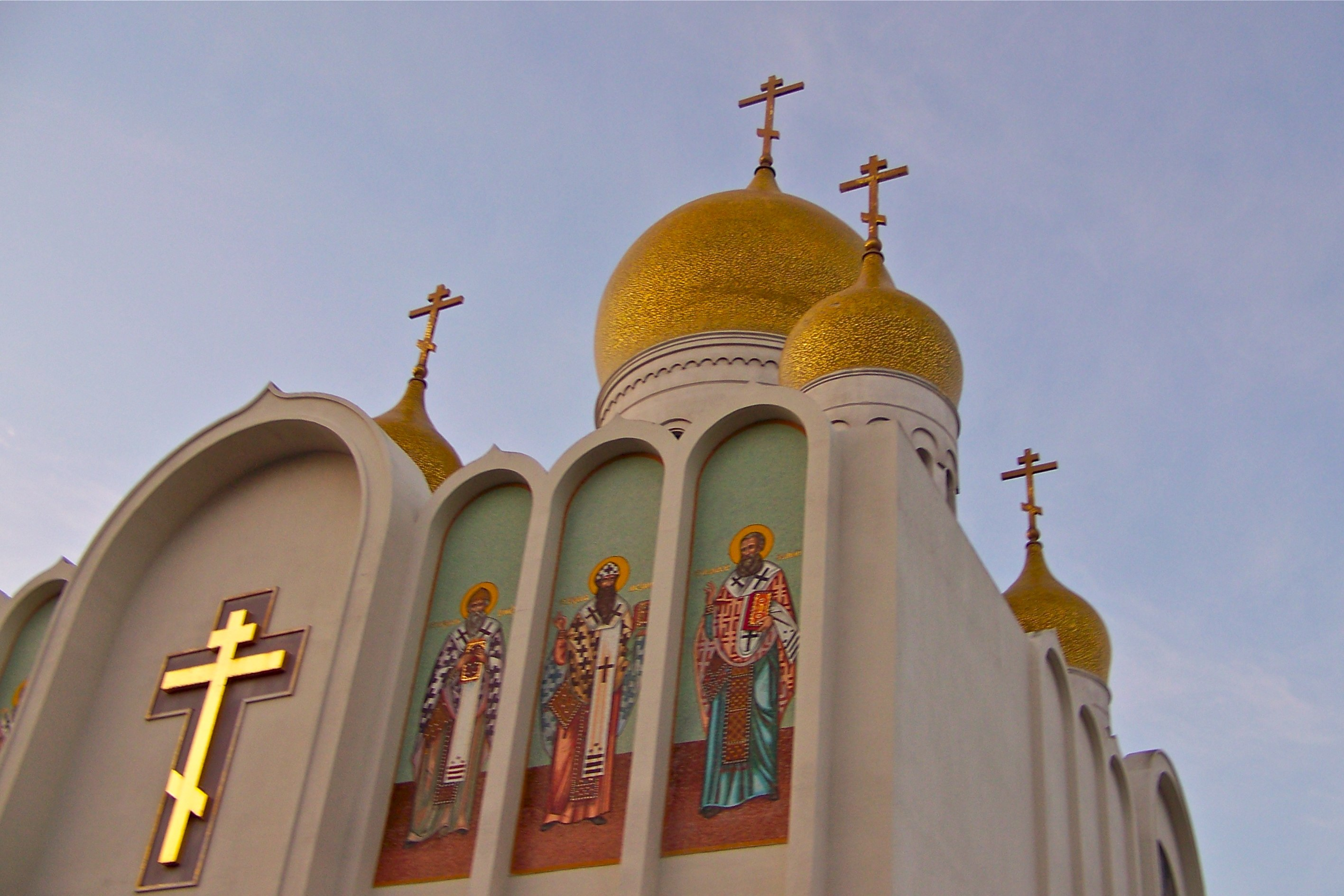
Närmare bild på fasaden och kupolerna
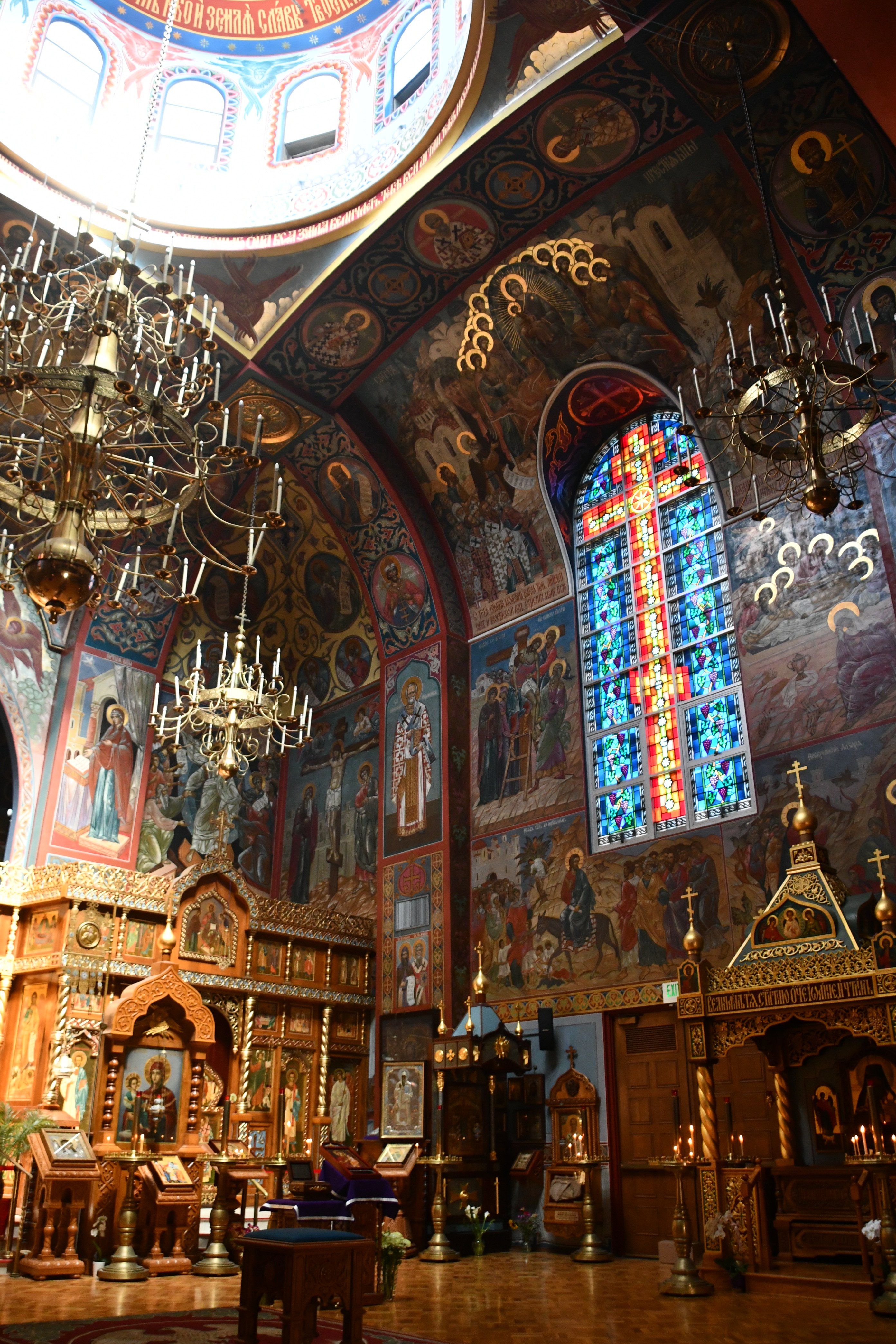
Katedralens interiör.
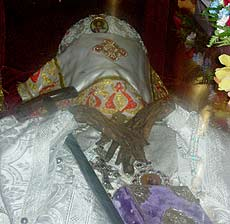
Sankt John av Shanghai och San Franciscos reliker, som finns inne i katedralen